# Kulaba, Biliran
Culaba là một đô thị cấp năm ở tỉnh Biliran, Philippines. Theo điều tra dân số năm 2000, đô thị này có dân số 11.506 người trong 2.193 hộ.

## Các đơn vị hành chính
Culaba, về mặt hành chính, được chia thành 17 khu phố (barangay).
| - Acaban - Bacolod - Binongtoan - Bool Central (Pob.) - Bool Đ (Pob.) - Bool West (Pob.) - Calipayan - Guindapunan - Habuhab | - Looc - Marvel (Pob.) - Patag - Pinamihagan - Culaba Central (Pob.) - Salvacion - San Roque - Virginia (Pob.) |